# Бойсе-Сити
Бойсе-Сити (англ. Boise City) — город в США, административный центр округа Симаррон штата Оклахома. Население — 1166 человек (2020).

## География
Бойсе-Сити расположен по координатам 36°43′51″ с. ш. 102°30′40″ з. д. (36.730930, -102.511158). Согласно Бюро переписи населения США, город имеет площадь 3,42 км².

## Демография
| Год переписи                          | Нас. |  | %±     |
| ------------------------------------- | ---- |  | ------ |
| 1930                                  | 1256 |  | —      |
| 1940                                  | 1144 |  | −8,9%  |
| 1950                                  | 1902 |  | 66,3%  |
| 1960                                  | 1978 |  | 4%     |
| 1970                                  | 1993 |  | 0,8%   |
| 1980                                  | 1761 |  | −11,6% |
| 1990                                  | 1509 |  | −14,3% |
| 2000                                  | 1483 |  | −1,7%  |
| 2010                                  | 1266 |  | −14,6% |
| 2020                                  | 1166 |  | −7,9%  |
| 1930–2020 Десятилетняя перепись в США |      |  |        |

Согласно переписи 2010 года, в городе проживало 1266 человек в 546 домохозяйствах в составе 345 семей. Плотность населения составляла 371 человек/км². Было 754 жилья (221/км²).
Расовый состав населения:
| - 78,0% — белых - 0,8% — коренных американцев - 0,2% — черных или афроамериканцев - 0,2% — азиатов - 19,5% — лиц других рас |

К двум или более расам принадлежало 1,4%. Доля испаноязычных составила 28,3% всего населения.
По возрастному диапазону население распределялось следующим образом: 26,3% — лица младше 18 лет, 51,5% — лица в возрасте 18-64 лет, 22,2% — лица в возрасте 65 лет и старше. Медиана возраста жителя составила 43,2 года. На 100 человек женского пола в городе приходилось 94,2 мужчины; на 100 женщин в возрасте от 18 лет и старше — 86,6 мужчин также старше 18 лет.
Средний доход на одно домохозяйство составил 59 967 долларов США (медиана — 46 500), а средний доход на одну семью — 66 075 долларов (медиана — 51 818). Медиана доходов составляла 39 500 долларов для мужчин и 27 604 доллара для женщин. За чертой бедности находилось 20,7% человек, в том числе 43,4% детей в возрасте до 18 лет и 11,8% лиц в возрасте 65 лет и старше.
Гражданское трудоустроенное население составляло 534 человека. Основные отрасли занятости: сельское хозяйство, лесничество, рыбалка — 20,6%, образование, здравоохранение и социальная помощь — 19,9%, розничная торговля — 11,8%, публичная администрация — 10,9%.

## Известные уроженцы
- Вера Майлз (род. 1929) — американская киноактриса